# NGC 6993
NGC 6993 ist eine Balken-Spiralgalaxie vom Hubble-Typ Sc im Sternbild Steinbock auf der Ekliptik. Sie ist schätzungsweise 274 Millionen Lichtjahre von der Milchstraße entfernt.
Das Objekt wurde am 8. Juli 1885 von dem Astronomen Francis Preserved Leavenworth entdeckt.